# Soused
| Recensione     | Giudizio    |
| -------------- | ----------- |
| AllMusic       | [ 1 ]       |
| The A.V. Club  | A           |
| Clash          | 8/10        |
| FACT           | [ 4 ]       |
| The Guardian   | [ 5 ] [ 6 ] |
| Pitchfork      | 7.4/10      |
| Slant Magazine | [ 8 ]       |
| Metacritic     | 83/100      |

Soused è un album in studio collaborativo del cantautore statunitense Scott Walker e del gruppo musicale di experimental metal Sunn O))). Annunciato nei primi 2014 dalla 4AD, è stato prodotto dal cantante e da Peter Walsh con l'aiuto di Mark Warman ed è stato pubblicato il 21 ottobre dello stesso anno.

## Lista delle tracce

### CD ed edizione digitale
1. Brando – 8:42
2. Herod 2014 – 11:59
3. Bull – 9:21
4. Fetish – 9:08
5. Lullaby – 9:22

Durata totale: 48:32

### Edizione in vinile
Lato A
1. Brando (Dwellers On the Bluff) – 8:42
2. Bull – 9:21

Lato B
1. Herod 2014 – 11:59

Lato C
1. Fetish (Flip'n'Zip) – 9:08
2. Lullaby – 9:22

## Formazione
- Greg Anderson (Sunn O)))) – chitarra, Moog
- Stephen O'Malley (Sunn O)))) – chitarra, Moog, feedback, basso elettrico, disegno di copertina, type
- Tos Nieuwenhuizen (Sunn O)))) – chitarra, introduzione, Moog
- Scott Walker – voce, produttore, compositore, drum programming, mixaggio

Musicisti addizionali
- Peter Walsh – produzione
- Mark Warman – orchestrazione[12]
- Dot Allison – voce
- Frank Arkwright – mastering
- Guy Barker – tromba
- G'ast Bouschet – immagine di copertina, fotografia, tromba
- Andy Findon – tastiere
- Phil Laslett – fotografia
- Liam Nolan – assistente
- Simon Saywood – tecnico di supporto
- Ian Thomas – batteria
- Peter Walsh – manipolazione audio, drum programming, effetti, trattamenti elettronici, tastiere, mastering, mixaggio, produzione
- Sam Walsh – voce
- Mark Warman – manipolazione audio, drum programming, effetti, trattamenti elettronici, tastiere, direttore musicale, shaker[13]